# Four à barres
 (octobre 2023).
Si vous disposez d'ouvrages ou d'articles de référence ou si vous connaissez des sites web de qualité traitant du thème abordé ici, merci de compléter l'article en donnant les références utiles à sa vérifiabilité et en les liant à la section « Notes et références ».

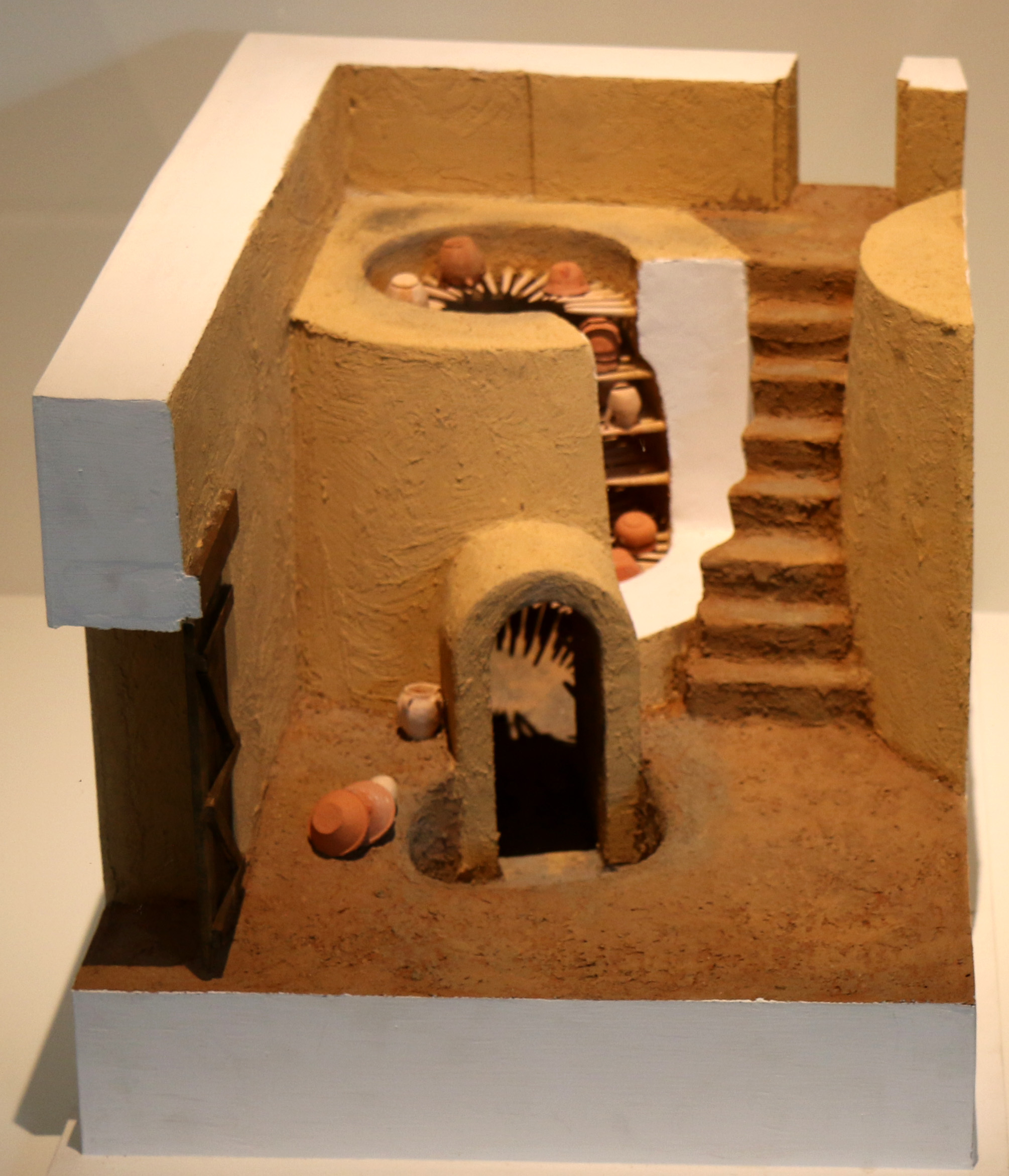
Maquette du four à barres du Musée d'histoire de Marseille.

Un four à barres est un four de cuisson de la céramique présentant sur ses parois des rangées de trous régulièrement répartis destinés à recevoir des barres de terre cuite de 40 à 50 cm de long, et d'un diamètre de six à sept centimètres.
Ces barres forment des étagères destinées à supporter les poteries pendant la cuisson.